# Dsmitryj Rak
Dsmitryj Michajlawitsch Rak (belarussisch Дзмітрый Міхайлавіч Рак; * 21. Juni 1976 in Minsk) ist ein ehemaliger belarussischer Freestyle-Skier. Er war auf die Disziplin Aerials (Springen) spezialisiert und nahm an zwei Olympischen Winterspielen sowie fünf Freestyle-Skiing-Weltmeisterschaften teil.

## Werdegang
Rak startete zu Beginn de Saison 1994/95 in Raubichi erstmals im Europacup, wobei er die Plätze 15 und vier errang. Im folgenden Monat holte er in Altenmarkt-Zauchensee seinen einzigen Sieg im Europacup. Dort gab er auch im März 1996 sein Debüt im Freestyle-Skiing-Weltcup, welches er auf dem 25. Platz beendete. Bei den Weltmeisterschaften 1997 in Nagano wurde er Elfter und bei den Weltmeisterschaften 1999 in Hasliberg Zehnter. Dort errang er im März 1998 mit dem zehnten Platz seine erste Top-Zehn-Platzierung im Weltcup. In der Saison 1999/2000 erreichte er mit dem 17. Platz im Aerials-Weltcup sein bestes Gesamtergebnis. Diese Platzierung wiederholte er in der Saison 2000/01, 2001/02 und 2002/03. Bei den Weltmeisterschaften 2001 in Whistler, bei den Olympischen Winterspielen 2002 in Salt Lake City und bei den Weltmeisterschaften 2003 in Deer Valley sprang er jeweils auf den zehnten Platz. In der Saison 2004/05 kam er mit zwei Top-Zehn-Platzierungen auf den 20. Platz im Aerials-Weltcup und bei den Weltmeisterschaften 2005 in Ruka auf den 17. Rang. In der folgenden Saison erreichte er mit Platz drei in Špindlerův Mlýn seine einzige Podestplatzierung im Weltcup und zum Saisonende den 21. Platz im Aerials-Weltcup. Beim Saisonhöhepunkt, den Olympischen Winterspielen 2006 in Turin, belegte er den 24. Platz. Seinen 52. und damit letzten Weltcup absolvierte er im Dezember 2006 in Beida Lake, welchen er auf dem 22. Platz beendete.

## Erfolge

### Olympische Spiele
- 2002 Salt Lake City: 10. Platz Aerials
- 2006 Turin: 24. Platz Aerials

### Weltmeisterschaften
- 1997 Nagano: 11. Platz Aerials
- 1999 Hasliberg: 10. Platz Aerials
- 2001 Whistler: 10. Platz Aerials
- 2003 Deer Valley: 10. Platz Aerials
- 2005 Ruka: 17. Platz Aerials

### Weltcup
Rak errang im Weltcup einen Podestplatz.
Weltcupwertungen:
| Saison    | Gesamt | Gesamt | Aerials | Aerials |
| Saison    | Platz  | Punkte | Platz   | Punkte  |
| --------- | ------ | ------ | ------- | ------- |
| 1995/96   | -      | -      | 52.     | 4       |
| 1996/97   | 93.    | 12     | 33.     | 100     |
| 1997/98   | 70.    | 25     | 24.     | 152     |
| 1998/99   | 53.    | 19     | 24.     | 56      |
| 1999/2000 | 33.    | 46     | 17.     | 184     |
| 2000/01   | 33.    | 44     | 17.     | 176     |
| 2001/02   | 29.    | 53     | 17.     | 212     |
| 2002/03   | 35.    | 55     | 17.     | 332     |
| 2003/04   | 188.   | 1      | 45.     | 11      |
| 2004/05   | 52.    | 14     | 20.     | 173     |
| 2005/06   | 66.    | 13     | 21.     | 148     |
| 2006/07   | 139.   | 2      | 41.     | 9       |

### Europacup
- 3 Podestplätze, davon 1 Sieg